# Mille milliards de dollars
Pour les articles homonymes, voir Mille.
Pour plus de détails, voir Fiche technique et Distribution.
Mille milliards de dollars est un film français d'Henri Verneuil sorti en 1982.
Il emprunte son titre, ainsi que quelques répliques, à un livre d'économie du même nom, Mille milliards de dollars.

## Résumé
Grand reporter au journal La Tribune, Paul Kerjean reçoit un appel téléphonique d'un informateur anonyme, qui lui donne rendez-vous dans un parking désert. Son interlocuteur l'informe que l'industriel et politicien Jacques Benoît-Lambert aurait reçu des pots-de-vin pour céder l'entreprise « Electronique de France », à la tête de laquelle il vient d'être nommé, à la multinationale américaine GTI. Par sa plaque d'immatriculation, Kerjean identifie l'informateur anonyme comme un certain Bronsky. Après avoir eu confirmation des accusations en approfondissant son enquête, en interrogeant l'épouse trompée de JBL et le détective privé engagé par cette dernière pour suivre ce dernier et sa maîtresse, Laura Weber, Kerjean fait publier son article qui connaît un énorme retentissement et provoque un scandale. 
Le lendemain de la publication, Benoît-Lambert est retrouvé mort dans sa voiture, une balle dans la tête. La police conclut au suicide. De retour d'un week-end dans la ville où il a fait ses débuts et s'est marié avec Hélène, dont il vit séparé et avec lequel elle a eu un fils, Kerjean découvre que l'industriel a en fait été assassiné et commence à comprendre qu'il a été manipulé pour détruire la réputation de Benoît-Lambert et faire croire qu'il a mis fin à ses jours. 
Déterminé à découvrir la vérité, Kerjean continue son enquête, demandant entre autres l'aide de Laura Weber. Il apprend que JBL n'avait aucune intention de vendre Electronique de France à GTI et constituait un dossier prouvant le passé de la multinationale américaine, qui a vendu des armes à l'Allemagne nazie pendant la Seconde Guerre mondiale. Mais une organisation secrète en cheville avec GTI, ayant eu vent du plan de Benoît‑Lambert, a décidé de régler le problème. Alors qu'il s'enfonce de plus en plus dans son enquête, le journaliste voit sa vie et celle de ses proches menacées. Après que son fils a échappé à une chute mortelle dans un ascenseur, Kerjean demande à Hélène de partir avec l'enfant en province pour leur protection. 
De retour chez lui, Kerjean retrouve l'informateur, Hankins (qu'il avait identifié sous le nom de Bronsky), qui travaille pour l'organisation, qui le braque avec une arme. Venu récupérer le dossier incriminant que le journaliste a obtenu auprès d'Holstein, un ancien cadre de la branche autrichienne de GTI, il s'apprête à l'éliminer en faisant passer sa mort pour un suicide. Kerjean, qui avait caché un pistolet, s'en empare et abat Hankins de plusieurs balles, le tuant sur le coup. Le journaliste décide de se cacher dans un hôtel près de la ville de ses débuts pour y écrire son article intitulé « Mille milliards de dollars ». Hélène le retrouve et décide de l'aider à l'écriture. 
Kerjean appelle la rédaction de la Tribune pour lui proposer de le publier. Mais comprenant que l'organisation a fait disparaître le corps de Hankins et veut le faire discréditer en laissant la fausse lettre de suicide chez lui, le reporter se voit opposer un refus. Il commence à douter quand Hélène trouve la solution en le faisant publier dans le quotidien local où il travaillait et avec le directeur duquel il est resté en contact, le bienveillant Guérande. Le journal est alors tiré à plusieurs milliers d'exemplaires et uniquement consacré au sujet de Kerjean, grâce au soutien de Guérande mais aussi d'Hélène, avec laquelle il renoue.

## Fiche technique
- Titre français : Mille milliards de dollars
- Réalisation : Henri Verneuil
- Scénario : Henri Verneuil, d'après  Gare à l'intoxe ! de Lawrence Meyer[2]
- Musique : Philippe Sarde
- Décors : Jacques Saulnier
- Costumes : Jacqueline Moreau
- Photographie : Jean-Louis Picavet
- Son : Serge Deraison
- Montage : Pierre Gillette
- Production : Henri Verneuil
- Direction de production : Jacques Juranville
- Sociétés de production : Films A2, SFP Cinéma et V. Films
- Société de distribution : AMLF
- Pays d’origine : France
- Langue originale : français avec quelques dialogues en anglais et allemand
- Format : couleur — 35 mm — 1,66:1 — son monophonique
- Genre : drame, thriller
- Durée : 130 minutes
- Dates de sortie : 10 février 1982 (France)
- Classification CNC[3] : tous publics (visa d'exploitation no 53218 délivré le 27 janvier 1982)

## Distribution
- Patrick Dewaere : Paul Kerjean
- Caroline Cellier : Hélène Kerjean
- Charles Denner : Walter, le détective privé
- Robert Party : Jacques Benoît-Lambert, dit « JBL »
- Camille Clavel : Bastien Kerjean
- Jeanne Moreau : Mme Benoît-Lambert
- Anny Duperey : Laura Weber, la maîtresse de JBL
- Mel Ferrer : Cornelius « Nell » Abel Woeagen, président de GTI
- Jacques François : Fred Great
- Michel Auclair : Michel Saint-Claude, directeur de GTI-Europe
- Jean-Laurent Cochet : Serge Hartmann, directeur de La Tribune
- André Falcon : Pierre Bayen, rédacteur en chef
- Édith Scob : Mme Bronsky
- Rachid Ferrache : Éric Bronsky
- Jean-Pierre Kalfon : Bronsky puis Stan Hankins, l'informateur tueur
- Fernand Ledoux : M. Guérande
- Marc Eyraud : Sylvestre
- Jean Mercure : Joachim Holstein, directeur de GTI-Autriche
- Jacques Maury : Jack Sleiter, un directeur de GTI
- Jean Claudio : Vittorio Orta, directeur de GTI-Italie
- Claude Vernier : Dr Gerhart Kramer
- Hans Verner : Kurt Van Schroeder
- Edmond Bernard : Ralph Van Lubeck
- Jacqueline Doyen : Arlène Robert
- Claude Marcault : la secrétaire de Kerjean
- François Viaur : l'employé de l'hôtel
- Jacques David : le commissaire de police
- Pierre Londiche : l'interprète français au tribunal
- Roger Comte
- Marie-Pierre Casey
- Yvonne Dany
- Marie-Christine Rolland : secrétaire de l'agence Walter

## Sortie et accueil
Le film a totalisé près de 1,2 million d'entrées dès sa sortie, mais Patrick Dewaere, dont c'est le dernier film à être sorti de son vivant, espérait encore plus.
| Semaine | Semaine                      | Rang | Entrées | Cumul   | Salles | no 1 du box-office hebdo.  |
| ------- | ---------------------------- | ---- | ------- | ------- | ------ | -------------------------- |
| 1       | du 10 au 16 février 1982     | 1    | 138 897 | 138 897 | 38     | Mille milliards de dollars |
| 2       | du 17 au 23 février 1982     | 5    | 67 261  | 206 158 | 33     | Tête à claques             |
| 3       | du 24 février au 2 mars 1982 | 6    | 48 619  | 254 777 | 32     | Tête à claques             |
| 4       | du 4 au 9 mars 1982          | 10   | 31 816  | 286 593 | 25     | Tête à claques             |
| 5       | du 10 au 16 mars 1982        | 19   | 14 895  | 301 488 | NC     | Les Sous-doués en vacances |
| 6       | du 17 au 23 mars 1982        | 25   | 8 400   | 309 888 | NC     | Les Sous-doués en vacances |

| Semaine | Semaine                      | Rang | Entrées | Cumul     | no 1 du box-office hebdo.  |
| ------- | ---------------------------- | ---- | ------- | --------- | -------------------------- |
| 1       | du 10 au 16 février 1982     | 2    | 327 225 | 327 352   | La Folle Histoire du monde |
| 2       | du 17 au 23 février 1982     | 6    | 228 989 | 556 341   | La Folle Histoire du monde |
| 3       | du 24 février au 2 mars 1982 | 8    | 163 688 | 720 029   | Tête à claques             |
| 4       | du 4 au 9 mars 1982          | 6    | 131 545 | 851 574   | Tête à claques             |
| 5       | du 10 au 16 mars 1982        | 13   | 78 350  | 929 924   | Les Sous-doués en vacances |
| 6       | du 17 au 23 mars 1982        | 17   | 57 495  | 987 419   | Les Sous-doués en vacances |
| 7       | du 24 au 30 mars 1982        | 24   | 33 378  | 1 020 797 | Les Sous-doués en vacances |
| 8       | du 31 mars au 6 avril 1982   | 28   | 29 704  | 1 050 501 | Les Sous-doués en vacances |

## Autour du film
Comme dans son précédent long-métrage intitulé I… comme Icare, le réalisateur Henri Verneuil raconte l'histoire d'un homme que son métier met aux prises avec une affaire qui le dépasse. Dans Mille milliards de dollars, la contexte est principalement financier. Le journaliste Paul Kerjean, travaille pour le quotidien nommé La Tribune et est censé démêler les mailles d'un imbroglio dans lequel la multinationale américaine GTI, cherche à prendre le contrôle d'une société d'électronique française. L'objectif du groupe est de commercialiser ses produits via un pays tiers non précisé avec lequel les firmes américaines n'ont légalement pas le droit de traiter directement. L'enquête de Kerjean le porte à remonter jusqu'à la Seconde Guerre mondiale et mettre à jour des révélations sur le passé de GTI en lien avec les nazis.
Comme il le relate lui-même auprès de différents médias lors de la sortie du film Henri Verneuil entend dénoncer avant tout les dangers de la mondialisation, propice à l'apparition de sociétés aussi tentaculaires qu'inhumaines, pour lesquelles un individu n'est qu'un pion jetable à merci et forcé de produire des revenus destinés à ces grands groupes, pour espérer survivre, en fonction des politiques nationales qui se succèdent.
Illustrant cette stratégie dans le film, les déclarations du président de GTI, souhaitant voir gravé sur sa tombe le cours de son action boursière le jour de sa mort, trouvent leur écho dans l'inquiétude du journaliste qui constate avec fascination, que les 30 premières entreprises mondiales produisent à elles seules en 1982, le chiffre d'affaires annuel colossal de mille milliards de dollars...
Ce long métrage succède à Un mauvais fils de Claude Sautet avec Patrick Dewaere. Ce film marque le retour de l'acteur en vedette après un événement ayant bouleversé sa carrière professionnelle : pour s'être violemment emporté contre Patrice de Nussac, journaliste au Journal du dimanche, qui lui avait promis de ne pas dévoiler son prochain mariage avec Élisabeth Chalier, la mère de sa seconde fille, Dewaere subit durant de longs mois un véritable boycott de la part de la presse et des médias. Même les producteurs hésitent désormais à l'employer. Il n'est plus interviewé et, fait sans précédent en France, son nom est supprimé du générique de ses films dans plusieurs journaux, voire remplacé par des initiales employées dans une ambiguïté à connotation péjorative : « P.D. ». Henri Verneuil parvient à l'imposer mais on sent toujours quelques réticences des médias lors de la promotion du film. Ainsi, le 21 août 1981 dans le Journal de 13 heures de TF1, Yves Mourousi ne le laisse s'exprimer que quelques secondes sur une interview de plus de neuf minutes avec une partie de l'équipe du film, bien qu'il ait le premier rôle. Il parvient toutefois à préciser avec ironie, au sujet du personnage qu'il interprète et qui est lui-même un journaliste : « Je suis accusé, à tort, d'un très grand scandale », référence au boycott médiatique dont l'acteur a fait l'objet. 
Pour certains observateurs, la première partie du film évoque l'affaire Robert Boulin et son suicide maquillant un crime, homme politique et ministre du Travail compromis dans une affaire dénoncée par la presse.
La dernière partie du film évoque l'histoire d'une multinationale américaine durant la Seconde Guerre mondiale. La presse évoque notamment la firme ITT, très critiquée au milieu des années 1970 pour sa contribution au renversement du gouvernement chilien Allende et à l'effort d'armement américain dans la guerre du Viêt Nam. Certains ont aussi songé à la firme IBM bien que celle-ci a perdu tout contrôle sur sa filiale allemande Dehomag dès le milieu des années 1930, étant donné la politique de nationalisation hitlérienne; toutefois Edwin Black dans son livre IBM et l'Holocauste indique que les liens entre IBM et Dehomag sont restés étroits et se sont fait sous le radar des Alliés mais en partenariat fort avec le régime nazi,,.
Autre hypothèse soulevée par d'autres observateurs, derrière l’acronyme GTI se cacherait la société texane GSI (Geophysical Service, Inc.), active pendant la guerre dans le secteur des détecteurs de sous-marins et dont au moins un employé a espionné pour le compte de l’Allemagne nazie. GSi deviendra Texas Instruments en 1951.
Mille milliards de dollars est l'avant-dernier long-métrage de Patrick Dewaere et surtout, le dernier film sorti de son vivant. Le suivant intitulé Paradis pour tous est l'ultime film de l'acteur, sorti un mois après son suicide.
Second film d’Henri Verneuil dans lequel un personnage est nommé par ses initiales, « JBL ». Dans Le Corps de mon ennemi, Jean-Baptiste Liégard, interprété par Bernard Blier, est également surnommé JBL.
Le personnage de tueur joué par Jean-Pierre Kalfon est identifié au début du film par Kerjean sous le nom de Bronsky. Lorsque ce dernier lui tend un piège vers la fin du film pour le tuer, il se présente comme Stan Hankins, indiquant qu'il s'agit à nouveau d'un nom d'emprunt.

## Invraisemblances
Lorsque Bastien, le fils de Paul Kerjean, échappe à la mort dans l'ascenseur saboté, il n'est jamais expliqué au spectateur comment les tueurs savaient qui allait utiliser l'ascenseur. En effet, Kerjean et son fils séjournent dans l'appartement situé en haut d'un immeuble et n'importe quel habitant aurait pu tomber dans le piège.
Lors de la tentative de meurtre de Kerjean par Stan Hankins/Bronsky, Kerjean a été désarmé. Le journaliste a caché un deuxième pistolet sous un bureau où il s'asseoit. La caméra nous montre de façon claire l'endroit où est cachée l'arme. Elle apparaît totalement inaccessible sans pouvoir tromper la vigilance de Hankins.